# HD197417
HD197417 — хімічно пекулярна зоря спектрального класу A0, що має видиму зоряну величину в смузі V приблизно  7,9.
Вона  розташована на відстані близько 994,4 світлових років від Сонця.

## Пекулярний хімічний склад
Зоряна атмосфера HD197417 має підвищений вміст 
Cr
.